# Abu Ali Al-Hassan Ibn Attia al-Wansharisi
Abû Ali Al-Hassan Ibn Attia Al- Wansharisi,,, (en arabe : أَبُو عَلِيٍّ الْحَسَنُ بْنُ عَطِيَّةَ الْوَنْشِرِيسِيُّ ; de son nom complet Abu Ali Al-Hassan bin Othman bin Attia bin Musa Al-Tujiti Al-Wancharisi, né en 1324 ou 724 AH à Taourirt, alors dépendant du royaume zianide de Tlemcen et décédé en 1386 ou 788 AH à Fès, était un grand savant musulman, juge et juriste originaire de la tribu berbère des Beni-Ouragh du Ouarsenis. Son titre est abrégé en enquête par Al-Hassan Ibn Attia en référence à son grand-père Abi Attia ibn Moussa, qui était un imam dans la jurisprudence de Djebel al-Wancharis situé au Maghreb central (actuelle Algérie).